# 베이커즈필드 콘도스 (ECHL)
| 베이커즈필드 콘도스 | |
| 콘퍼런스            | 서부 콘퍼런스 (2003년~2005년) (2011년~2015년) 내셔널 콘퍼런스 (2005년~2011년)                       |
| 디비전              | 퍼시픽 디비전 (2003년~2005년) (2006년~2015년) 웨스트 디비전 (2005년~2006년)                         |
| 설립연도            | 1998년 2003년(ECHL 가입)                                                                            |
| 해체연도            | 2015년                                                                                              |
| 역사                | 베이커즈필드 포그 (1995년~1998년) 베이커즈필드 콘도스 (1998년~2015년) 노퍽 애드미럴스 (2015년~현재) |
| 경기장              | 라보뱅크 아레나                                                                                     |
| 연고지              | 캘리포니아주 베이커즈필드                                                                           |
| 상징색              | 검정, 적갈색, 은, 하양                                                                              |
| 구단주              | |
| 단장                | |
| 감독                | |
| NHL 제휴            | |
| AHL 제휴            | |
| 정규시즌 우승       | |
| 콘퍼런스 우승       | |
| 디비전 우승         | 1 (2010)                                                                                            |
| 켈리 컵             | |
| 영구 결번           | 16, 17, 26, 28, 74                                                                                  |

베이커즈필드 콘도스(Bakersfield Condors)는 미국 캘리포니아주 베이커즈필드를 연고지로 하는 1995년부터 2015년까지 ECHL 소속되었던 아이스 하키팀이다.
2015년 연고지를 버지니아주 노퍽 (노퍽 애드미럴스)로 이전했다.

## 역대 홈경기장
| 경기장              | 사용기간      | 수용인원 | 장소                      | 비고 |
| ------------------- | ------------- | -------- | ------------------------- | ---- |
| 베이커즈필드 콘도스 |               |          |                           |      |
| 라보뱅크 아레나     | 1998년~2015년 | 10,400명 | 캘리포니아주 베이커즈필드 | 빈칸 |